# سوناک

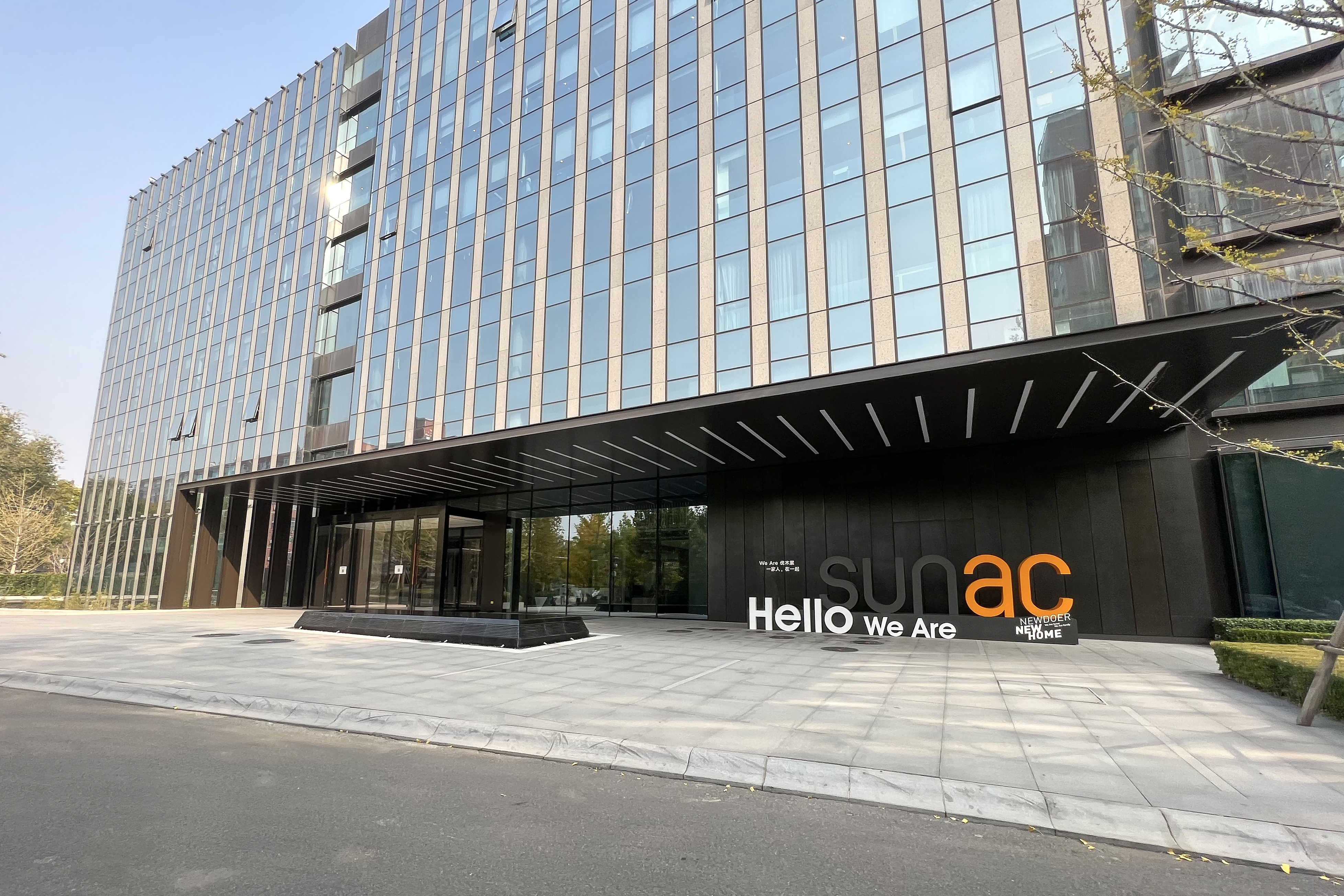
تصویر سوناک

سوناک (انگلیسی: Sunac) شرکت املاک چینی است، که در سال ۲۰۰۳ توسط سان هانگبین تأسیس شد.